# Amy Pietz
Amy Pietz (Milwaukee, 6 maart 1969) is een Amerikaanse actrice.
Pietz is waarschijnlijk het best bekend van haar vaste rol in de komische serie Caroline in the City, die vier seizoenen liep: zij werd daarvoor genomineerd voor een prijs van het Screen Actors Guild.

## Biografie
Pietz werd geboren in Milwaukee en werd opgevoed door adoptieouders. Op jonge leeftijd wilde zij een carrière hebben in ballet maar besloot later dat zij actrice wilde worden. Zij heeft haar high school doorlopen aan de Milwaukee High School of the Arts in Milwaukee. Hierna ging zij studeren aan de DePaul University in Chicago waar zij in 1991 haar bachelor of fine arts haalde in acteren.
Pietz trouwde in 1997 en scheidde in 2006. in 2010 trouwde zij opnieuw, en heeft uit dit huwelijk twee kinderen.

## Filmografie

### Films
- 2020 Hooking Up - als Betty
- 2018 The Year of Spectacular Men - als bitsige casting regisseuse
- 2016 Halfway - als Beth
- 2015 Stalked by My Neighbor - als Andrea Allen
- 2014 The Pact II - als Maggie Abbot
- 2013 Zephyr Springs – als Dawn
- 2012 Stalked at 17 – als Karen Curson
- 2011 Prom – als moeder van Corey
- 2010 Adventures of a Teenage Dragonslayer – als Annie
- 2009 You – als Sam
- 2009 Reunion – als Sadie
- 2004 The Whole Ten Yards – als serveerster
- 2003 Newton – als Alice Pryor
- 1997 Every 9 Seconds – als Carrie
- 1997 All Lies End in Murder – als Terri Paxton
- 1996 Jingle All the Way – als Liza Tisch
- 1993 Rudy – als Melinda

### Televisieseries
Uitgezonderd eenmalige gastrollen.
- 2023 Wolf Pack - als Kendra Lang - 4 afl.
- 2022 Love, Victor - als Margaret Campbell - 2 afl.
- 2019 Modern Family - als Janice - 3 afl.
- 2019 Animal Kingdom - als Meredith - 3 afl.
- 2017 Hit the Road - als Meg Swallow - 9 afl.
- 2016-2017 No Tomorrow - als Deirdre Hackmeyer - 13 afl.
- 2012 Audrey – als Julie – 3 afl.
- 2011 The Nine Lives of Chloe King – als Meredith King – 10 afl.
- 2010 The Office US – als Donna – 5 afl.
- 2009 Trust Me – als Diane – 3 afl.
- 2004 – 2008 Rodney – als Charlie – 44 afl.
- 2007 – 2008 Aliens in America – als Franny Tolchuck – 18 afl.
- 2004 I'm with Her – als Samantha – 3 afl.
- 2002 Ally McBeal – als Bonnie Boone – 2 afl.
- 2000 – 2001 Cursed – als Melissa Taylor – 17 afl.
- 1995 – 2000 Caroline in the City – als Annie Spadaro – 97 afl.
- 1995 Muscle – als Bronwyn Jones – 13 afl.

- Library of Congress Control Number: n97103983
- Virtual International Authority File: 9136588
- WorldCat: E39PBJfcM6tJh69JmghhRr4H4q